# Doppia personalità (film 1987)
Doppia personalità (Positive I.D.) è un film del 1987, diretto dal regista Andy Anderson.